# Kvalifikace na Mistrovství světa ve fotbale 1998 (UEFA) – skupina 5
Zápasy této kvalifikační skupiny na Mistrovství světa ve fotbale 1998 se konaly v letech 1996 a 1997. Z pěti účastníků si postup na závěrečný turnaj zajistil vítěz skupiny. Druhý tým skupiny hrál buď baráž, nebo postoupil také přímo (pokud byl nejlepší v žebříčku týmů na druhých místech).

## Tabulka
| Poř. | Tým         | B  | Z | V | R | P | VG | IG | +/- |
| ---- | ----------- | -- | - | - | - | - | -- | -- | --- |
| 1    | Bulharsko   | 18 | 8 | 6 | 0 | 2 | 18 | 9  | 9   |
| 2    | Rusko       | 17 | 8 | 5 | 2 | 1 | 19 | 5  | 14  |
| 3    | Izrael      | 13 | 8 | 4 | 1 | 3 | 9  | 7  | 2   |
| 4    | Kypr        | 10 | 8 | 3 | 1 | 4 | 10 | 15 | -5  |
| 5    | Lucembursko | 0  | 8 | 0 | 0 | 8 | 2  | 22 | -20 |

## Zápasy
| 1. září 1996         |        |                   |                                                                                   |
| Izrael               | 2 – 1  | Bulharsko         | National Stadium, Ramat Gan diváci: 13 200 rozhodčí: Alfredo Trentalange (Itálie) |
| Harazi 34' Banin 62' | Report | Balakov 3' (pen.) | National Stadium, Ramat Gan diváci: 13 200 rozhodčí: Alfredo Trentalange (Itálie) |

| 1. září 1996                                   |        |      |                                                                    |
| Rusko                                          | 4 – 0  | Kypr | Dinamo, Moskva diváci: 8 500 rozhodčí: Karl-Erik Nilsson (Švédsko) |
| Nikiforov 8', 50' Kolyvanov 34' Beščasnych 81' | Report |      | Dinamo, Moskva diváci: 8 500 rozhodčí: Karl-Erik Nilsson (Švédsko) |

| 8. října 1996 |        |                                   |                                                                              |
| Lucembursko   | 1 – 2  | Bulharsko                         | Stade Josy Barthel, Lucemburk diváci: 3 775 rozhodčí: Yevi Kollari (Albánie) |
| Langers 20'   | Report | Balakov 14' (pen.) Kostadinov 37' | Stade Josy Barthel, Lucemburk diváci: 3 775 rozhodčí: Yevi Kollari (Albánie) |

| 9. října 1996 |        |               |                                                                           |
| Izrael        | 1 – 1  | Rusko         | National Stadium, Ramat Gan diváci: 32 000 rozhodčí: Marc Batta (Francie) |
| Brumer 65'    | Report | Kolyvanov 82' | National Stadium, Ramat Gan diváci: 32 000 rozhodčí: Marc Batta (Francie) |

| 10. listopadu 1996 |        |                                                        |                                                                                |
| Lucembursko        | 0 – 4  | Rusko                                                  | Stade Josy Barthel, Lucemburk diváci: 5 660 rozhodčí: Juha Hirviniemi (Finsko) |
|                    | Report | Tichonov 34' Kančelskis 38' Beščastnych 50' Karpin 77' | Stade Josy Barthel, Lucemburk diváci: 5 660 rozhodčí: Juha Hirviniemi (Finsko) |

| 10. listopadu 1996   |        |        |                                                                           |
| Kypr                 | 2 – 0  | Izrael | Tsirion, Limassol diváci: 10 500 rozhodčí: Gheorghe Constantin (Rumunsko) |
| Gogić 9', 15' (pen.) | Report |        | Tsirion, Limassol diváci: 10 500 rozhodčí: Gheorghe Constantin (Rumunsko) |

| 14. prosince 1996 |        |                                      |                                                                    |
| Kypr              | 1 – 3  | Bulharsko                            | Tsirion, Limassol diváci: 6 500 rozhodčí: John Rowbotham (Skotsko) |
| Pittas 29'        | Report | Kostadinov 23' Balakov 34' Iliev 70' | Tsirion, Limassol diváci: 6 500 rozhodčí: John Rowbotham (Skotsko) |

| 15. prosince 1996 |        |             |                                                                          |
| Izrael            | 1 – 0  | Lucembursko | National Stadium, Ramat Gan diváci: 24 400 rozhodčí: John Ashman (Wales) |
| Ohana 39'         | Report |             | National Stadium, Ramat Gan diváci: 24 400 rozhodčí: John Ashman (Wales) |

| 29. března 1997 |        |                |                                                                              |
| Kypr            | 1 – 1  | Rusko          | Dimotiko, Paralimni diváci: 3 199 rozhodčí: Juan Ansuategui Roca (Španělsko) |
| Gogić 31'       | Report | Simutenkov 32' | Dimotiko, Paralimni diváci: 3 199 rozhodčí: Juan Ansuategui Roca (Španělsko) |

| 31. března 1997 |        |                                 |                                                                                 |
| Lucembursko     | 0 – 3  | Izrael                          | Stade Josy Barthel, Lucemburk diváci: 6 607 rozhodčí: René Temmink (Nizozemsko) |
|                 | Report | Zohar 11', 79' Banin 86' (pen.) | Stade Josy Barthel, Lucemburk diváci: 6 607 rozhodčí: René Temmink (Nizozemsko) |

| 2. dubna 1997                                 |        |           |                                                                                     |
| Bulharsko                                     | 4 – 1  | Kypr      | Vasil Levski Stadium, Sofia diváci: 16 000 rozhodčí: Serge Muhmenthaler (Švýcarsko) |
| Borimirov 2' Kostadinov 35', 45' Yordanov 66' | Report | Okkas 62' | Vasil Levski Stadium, Sofia diváci: 16 000 rozhodčí: Serge Muhmenthaler (Švýcarsko) |

| 30. dubna 1997                        |        |             |                                                                 |
| Rusko                                 | 3 – 0  | Lucembursko | Dinamo, Moskva diváci: 9 200 rozhodčí: John Rowbotham (Skotsko) |
| Kečinov 20' Grišin 55' Simutenkov 58' | Report |             | Dinamo, Moskva diváci: 9 200 rozhodčí: John Rowbotham (Skotsko) |

| 30. dubna 1997 |        |      |                                                                                   |
| Izrael         | 2 – 0  | Kypr | National Stadium, Ramat Gan diváci: 32 000 rozhodčí: Vasiliy Melnychuk (Ukrajina) |
| Ohana 3', 72'  | Report |      | National Stadium, Ramat Gan diváci: 32 000 rozhodčí: Vasiliy Melnychuk (Ukrajina) |

| 8. června 1997                                                     |        |             |                                                                            |
| Bulharsko                                                          | 4 – 0  | Lucembursko | Neftochimik, Burgas diváci: 20 000 rozhodčí: Lucílio Batista (Portugalsko) |
| Stoichkov 43' (pen.) Kostadinov 45' Balakov 50' (pen.) Lechkov 81' | Report |             | Neftochimik, Burgas diváci: 20 000 rozhodčí: Lucílio Batista (Portugalsko) |

| 8. června 1997           |        |        |                                                                 |
| Rusko                    | 2 – 0  | Izrael | Dinamo, Moskva diváci: 30 000 rozhodčí: Gerd Grabher (Rakousko) |
| Radimov 8' Kosolapov 38' | Report |        | Dinamo, Moskva diváci: 30 000 rozhodčí: Gerd Grabher (Rakousko) |

| 20. srpna 1997 |        |        |                                                                               |
| Bulharsko      | 1 – 0  | Izrael | Vasil Levski Stadium, Sofia diváci: 32 000 rozhodčí: Sándor Piller (Maďarsko) |
| Penev 65'      | Report |        | Vasil Levski Stadium, Sofia diváci: 32 000 rozhodčí: Sándor Piller (Maďarsko) |

| 7. září 1997 |        |                                  |                                                                                   |
| Lucembursko  | 1 – 3  | Kypr                             | Stade Josy Barthel, Lucemburk diváci: 3 022 rozhodčí: Gylfi Thor Orrason (Island) |
| Amodio 14'   | Report | Papavasiliou 6' Ioannou 55', 79' | Stade Josy Barthel, Lucemburk diváci: 3 022 rozhodčí: Gylfi Thor Orrason (Island) |

| 10. září 1997 |        |       |                                                                            |
| Bulharsko     | 1 – 0  | Rusko | Vasil Levski Stadium, Sofia diváci: 55 000 rozhodčí: Václav Krondl (Česko) |
| Ivanov 55'    | Report |       | Vasil Levski Stadium, Sofia diváci: 55 000 rozhodčí: Václav Krondl (Česko) |

| 11. října 1997                            |        |                          |                                                                     |
| Rusko                                     | 4 – 2  | Bulharsko                | Dinamo, Moskva diváci: 19 000 rozhodčí: Pierluigi Pairetto (Itálie) |
| Aleničev 13', 57' Kolyvanov 41' Juran 52' | Report | Gruev 68' Kostadinov 78' | Dinamo, Moskva diváci: 19 000 rozhodčí: Pierluigi Pairetto (Itálie) |

| 11. října 1997                 |        |             |                                                                  |
| Kypr                           | 2 – 0  | Lucembursko | Tsirion, Limassol diváci: 5 000 rozhodčí: Bujar Pregja (Albánie) |
| Papavasiliou 79' Spoljaric 85' | Report |             | Tsirion, Limassol diváci: 5 000 rozhodčí: Bujar Pregja (Albánie) |